# Дэр, Элисон
Элисон Дэр (англ. Alison Dare, 5 декабря 1965, Эмпангени, ЮАР) — южноафриканская хоккеистка (хоккей на траве), полевой игрок.

## Биография
Элисон Дэр родилась 5 декабря 1965 года в южноафриканском городе Эмпангени.
В 1998 году участвовала в чемпионате мира в Утрехте, где южноафриканки заняли 7-е место. Дэр забила 1 мяч.
В 2000 году вошла в состав сборной ЮАР по хоккею на траве на летних Олимпийских играх в Сиднее, занявшей 10-е место. Играла в поле, провела 6 матчей, забила 2 мяча (по одному в ворота сборных Нидерландов и Великобритании).